# Benice
Benice (em húngaro: Benefalva) é um município da Eslováquia, situado no distrito de Martin, na região de Žilina. Tem 2,15 km² de área e sua população em 2018 foi estimada em 357 habitantes.

## Demografia
| Ano:        | 1994 | 2004   | 2014    | 2024   |
| ----------- | ---- | ------ | ------- | ------ |
| Broj ljudi: | 276  | 288    | 353     | 343    |
| Razlika:    |      | +4,34% | +22,56% | -2,83% |

| Ano:               | 2023 | 2024   |
| ------------------ | ---- | ------ |
| Número de pessoas: | 344  | 343    |
| Diferença:         |      | -0,29% |